# David Lariño Nieto
David Lariño Nieto (ur. 22 maja 1989 w A Corunie) – hiszpański szachista, arcymistrz od 2013 roku.

## Kariera szachowa
Jest pięciokrotnym mistrzem Hiszpanii juniorów w kategoriach do lat 10 (1999), 12 (2000), 14 (2003) oraz 16 (2004, 2005). Był również wielokrotnym reprezentantem kraju na mistrzostwach świata i Europy juniorów w różnych kategoriach wiekowych. Normy na tytuł mistrza międzynarodowego wypełnił w latach 2004 (w Pontevedrze i Badajoz) oraz 2005 (w Ferrolu). W 2006 r. zdobył tytuł wicemistrza kraju w szachach szybkich oraz podzielił I m. (wspólnie z Ilmārsem Starostītsem) w Grenadzie. W 2008 r. odniósł największy sukces w dotychczasowej karierze, zdobywając w Ceucie tytuł indywidualnego mistrza Hiszpanii. W 2010 r. podzielił I m. (wspólnie z Azərem Mirzəyevem) w Elgoibarze oraz zwyciężył w Pampelunie. W 2014 r. samodzielnie zwyciężył w turnieju VII Pedro Lezcano Montalvo Memorial.
Najwyższy ranking w dotychczasowej karierze osiągnął 1 maja 2013 r., z wynikiem 2521 punktów zajmował wówczas 18. miejsce wśród hiszpańskich szachistów.